# Kanton Troyes-3
Troyes-3 is een kanton van het Franse departement Aube. Het kanton maakt deel uit van het arrondissement Troyes. Het telt 20.822 inwoners in 2018
Het kanton omvatte tot 2014 uitsluitend een deel van de gemeente Troyes.
Na de herindeling van de kantons bij decreet van 21 februari 2014, met uitwerking op 22 maart 2015, omvat het kanton ook de gemeente La Chapelle-Saint-Luc.